# Mária Kiss
Mária Kiss (* 25. Oktober 1959 in Budapest) ist eine ehemalige ungarische Fußballspielerin.
Kiss begann ihre ersten Schritte als Fußballerin beim ungarischen Verein Budapesti Építők Spartacus. 1975 wechselte sie zum 1. FC Femina. Mit dem Verein gewann sie drei ungarische Meisterschaften. Ihr Debüt in der Nationalmannschaft Ungarns gelang ihr 1985. Im Frauen-EM-Qualifikationsspiel gegen die Auswahl Deutschlands siegten die Ungarinnen überraschend mit 1:0. Bis 1995 bestritt sie insgesamt 53 Länderspiele.

## Erfolge
- Magyar bajnokság
  - 1: 1987–88, 1990–91, 1995–96
  - 2: 1988–89, 1989–90
  - 3: 1984–85, 1985–86, 1986–87, 1991–92, 1992–93

| Personendaten    | Personendaten               |
| ---------------- | --------------------------- |
| NAME             | Kiss, Mária                 |
| KURZBESCHREIBUNG | ungarische Fußballspielerin |
| GEBURTSDATUM     | 25. Oktober 1959            |
| GEBURTSORT       | Budapest                    |